# Бернбург
Бернбург (нем. Bernburg) — город в Германии, в земле Саксония-Анхальт. Входит в состав района Зальцланд. Подчиняется управлению Бернбург. Город расположен по обеим берегам реки Зале.
Население составляет 35 516 человек (на 31 декабря 2010 года). Занимает площадь 55,15 км². Официальный код — 15 1 53 006.

## Палеонтология
Типовой ископаемый образец темноспондильной амфибии Trematosaurus brauni найден в позднеоленёкских (ранний триасовый период) отложениях карьера Меркеля, в окрестностях Бернбурга.

## Достопримечательности
- Замок Бернбург

В конце XIX на страницах Энциклопедического словаря Брокгауза и Ефрона о достопримечательностях Бернбурга говорилось следующее: «Из зданий в Бернбурге замечателен замок, в некоторых частях ещё сохранивший свой старинный характер, с прекрасным садом и превосходным видом на окрестности. Замечательны также городская церковь во имя св. Марии, построенная в готическом стиле, и т. наз. Aegidienkirche». Во время Второй мировой войны некоторые из них серьёзно пострадали.

## Города-побратимы
- Тарновске-Гуры

## Известные жители
- Инго Инстербург — музыкант, комик, композитор, мультиинструменталист, актёр, писатель, живописец. Жил и учился в Бернбурге с 1946 до 1953 года. Неоднократно приезжал с концертами после восстановление единства Германии[4].